# Brendano di Birr
Brendano di Birr, anche noto come Brendano il Vecchio, o il Profeta, o Brandano o Brénnain di Biorra (Irlanda, ... – Birr, 573), è stato un abate irlandese del VI secolo. È venerato come santo.

## Biografia
Fu amico del suo omonimo san Brendano di Clonfert e fu uno dei "Dodici apostoli d'Irlanda" che studiarono alla scuola di San Finnian di Clonard. 
Nel 540 fondò il monastero di Birr, nella contea di Offaly, oggi ridotto in rovina, e ne fu abate. Il monastero di Birr è anche famoso perché, nel VI secolo, vi furono copiati i vangeli di McRegol, conservati oggi nella Biblioteca Bodleiana di Oxford. 
Quando Brendano morì, San Columba di Iona, suo amico e discepolo, vide la sua anima portata in cielo dagli angeli. La Chiesa cattolica lo ricorda il 29 novembre.